# Fundación Constantinos Karamanlis
Fundación Constantinos Karamanlis es el Think tank político creado y dotado por Constantinos Karamanlís, el político griego. Es como era Karamanlis, de tendencia conservadora. Todos sus documentos personales están en la posesión de su fundación.
Está basada en Atenas, Grecia.